# Ilhota
Ilhota est une ville brésilienne de l'État de Santa Catarina.

## Généralités
Selon les historiens, Ilhota est l'une des rares colonies belges au Brésil. On y trouve l'un des monts les plus hauts de la région, le morro do Baú, qui culmine à 819 mètres d'altitude. Le parc botanique du morro do Baú est la principale attraction de la municipalité qui reste très rurale.

## Géographie
Ilhota se situe, dans la région de la vallée du rio Itajaí, à une latitude de 26° 53′ 59″ sud et à une longitude de 48° 49′ 38″ ouest, à une altitude de 15 mètres. Sa population était de 12 356 habitants au recensement de 2010. La municipalité s'étend sur 253 km2.
Elle fait partie de la microrégion d'Itajaí, dans la mésorégion de la Vallée du rio Itajaí.

## Villes voisines
Ilhota est voisine des municipalités (municípios) suivantes :
- Luiz Alves
- Navegantes
- Itajaí
- Gaspar